# 豪威爾彗星
豪威爾彗星（88P/Howell）是一顆週期彗星，軌道周期為5.5年。艾倫·豪威爾（Ellen Howell）於1981年8月29日發現豪威爾彗星。

## 觀察歷史
1975年，彗星的近日點為1.9個天文單位，但1978年彗星近距離接近木星後，近日點與太陽的距離變得更近。在2009年回歸期間，豪威爾彗星的視星等達到8等。
豪威爾彗星上一次到達近日點是在2015年4月6日；下一次近日點將出現在2020年9月26日。2031年9月14日，彗星將距離火星0.074個天文單位（1110萬公里；690萬英里）經過。2000年至2050年間，彗星與地球的最近距離是2042年6月，距離為0.76個天文單位（1.14億公里；7100萬英里）。
2020年回歸期間，豪威爾彗星的視星等將增亮至10.7等左右，並將達到9等。

## 探測
約翰霍普金斯大學應用物理實驗室 (JHUAPL) 團隊響應新疆界計畫的號召，提交了一份名為「彗星會合、樣本獲取、調查和返回」（CORSAIR）的任務概念提案，該提案將從豪威爾彗星上帶回樣本。

## 外部連結
- Orbital simulation from JPL (Java) / Horizons Ephemeris
- 88P at Kronk's Cometography
- 88P at CometBase database

| 週期彗星            | 週期彗星   | 週期彗星                   |
| ------------------- | ---------- | -------------------------- |
| 前一顆彗星 巴斯彗星 | 豪威爾彗星 | 後一顆彗星 89P/羅素2號彗星 |
| 週期彗星列表        |            |                            |